# Koźminek
Koźminek – miasto w Polsce w województwie wielkopolskim, w powiecie kaliskim, siedziba miejsko-wiejskiej gminy Koźminek.
Prawa miejskie od 1369. W 1555 został zwołany różnowierczy synod w Koźminku, na którym polscy bracia czescy i kalwiniści zawarli krótkotrwałą unię. Koźminek utracił prawa miejskie (miasto zostało przemianowane na osadę) 31 maja 1870; prawa miejskie Koźminek uzyskał ponownie 1 stycznia 2021.
1867–1954 siedziba zbiorowej gminy Koźminek, 1954–1972 gromady Koźminek, a od 1973 ponownie gminy Koźminek. W latach 1975–1998 miejscowość leżała w województwie kaliskim. 
| SIMC    | Nazwa       | Rodzaj       |
| ------- | ----------- | ------------ |
| 0999340 | Przydziałki | część miasta |
| 0201158 | Słowiki     | część miasta |
| 0999222 | Warwarówka  | część miasta |

## Położenie
Koźminek leży na Nizinie Południowowielkopolskiej, na Wysoczyźnie Tureckiej, na lewym brzegu Swędrni, około 3 km na południowy wschód od zaporowego Zbiornika Murowaniec, w aglomeracji kalisko-ostrowskiej, około 18 km na północny wschód od Kalisza; przez miasto przebiega  droga wojewódzka nr 471 (Opatówek–Dąbrowa). Koźminek położony jest we wschodniej części historycznej Wielkopolski, w Kaliskiem; do II rozbioru Polski (1793) leżał w województwie kaliskim, po utworzeniu Królestwa Polskiego (1815) leżał w województwie kaliskim, w powiecie kaliskim i był siedzibą gminy Koźminek; w dobie Królestwa Polskiego był niewielkim ośrodkiem przemysłowym w kalisko-mazowieckim okręgu przemysłowym.

## Kalendarium
- 1369 – miejscowość pojawiła się w źródłach historycznych jako miasto na prawie niemieckim, własność Bartosza z Wezenborga
- 1441 – miasteczko przeszło na własność Wojciecha z Pakości, później do książąt raciborskich
- 1450 – Kazimierz IV Jagiellończyk ustanowił w Koźminku dwa jarmarki
- 1458 – miasto wystawiło 6 pieszych na wojnę z zakonem krzyżackim
- 1543 – Koźminek otrzymał prawo urządzania trzeciego jarmarku
- 1505 – miasto przeszło w ręce rodu Ostrorogów
- 1550 – pod opieką starosty Jakuba z Ostroroga Koźminek stał się jednym z ważniejszych ośrodków dysydenckich w Polsce, kościół miejski przeszedł w ręce braci czeskich, którzy otwarli w mieście szkołę dla współwyznawców i drukarnię
- 1555 – na synodzie w Koźminku doszło do zjednoczenia kalwinistów i braci czeskich. Był to doniosły moment w dziejach polskiego protestantyzmu, ale unia okazała się krótkotrwała.
- 1570 – w mieście działało 50 rzemieślników, Koźminek posiadał gorzelnię i browar
- 1607 – fara wróciła do katolików
- 1614 – parafia dysydencka została rozwiązana
- 1618 – zaczął się powolny upadek miasta, działało tam już tylko 34 rzemieślników
- 1770 – powstał przemysł tkacki, prowadzony głównie przez niemieckich osadników z Dolnego Śląska
- 1793 – w wyniku II rozbioru Polski Koźminek tymczasowo przeszedł pod władzę pruską. Miał wówczas 342 mieszkańców i 111 domów, działało tam 85 rzemieślników, w czym 30 szewców i 19 krawców
- 1807 – miejscowość w granicach Księstwa Warszawskiego
- 1810 – miasto posiadało 737 mieszkańców
- 1815 – Koźminek został włączony w granice Królestwa Kongresowego (w składzie Imperium Rosyjskiego) pod zaborem rosyjskim[15]
- 1860 – 1422 mieszkańców, w tym 980 katolików, 182 ewangelików i 260 Żydów
- 1870 – władze rosyjskie odebrały Koźminkowi prawa miejskie
- 1902 – 2000 mieszkańców
- 1918 – w granicach odrodzonej Polski (w powiecie kaliskim województwa łódzkiego, a od 1938 roku w województwie poznańskim)
- 1933–1937 – komendantem Posterunku Policji Państwowej był Antoni Grubski.

- 1939 – Koźminek wraz z okolicznymi miejscowościami został anektowany przez III Rzeszę i przyłączony administracyjnie do tzw. Kraju Warty.
- styczeń 1940 – władze hitlerowskie urządziły w Koźminku getto, gdzie zgromadziły Żydów z okolicznych miejscowości
- lipiec 1942 – likwidacja getta i przewiezienie jego mieszkańców do różnych niemieckich obozów koncentracyjnych, głównie do Chełmna nad Nerem (część przewieziono do getta w Łodzi)
- 1961 – 1433 mieszkańców, z których ok. 50% utrzymuje się z rolnictwa
- 2021 – ponowne nadanie praw miejskich

## Zabytki
- zespół pałacowo-parkowy, klasycystyczny dwór z XVIII wieku, przebudowany w latach 1906–1907. W parku ciekawy drzewostan, w nim 41 drzew w wieku ponad 120 lat
- kościół parafialny pw. św. Jana Chrzciciela i św. Jana Ewangelisty z XIV/XV wieku, przebudowywany na początku XVIII i w XIX wieku, wystrój barokowy
- kantorat ewangelicki przy ul. Konopnickiej

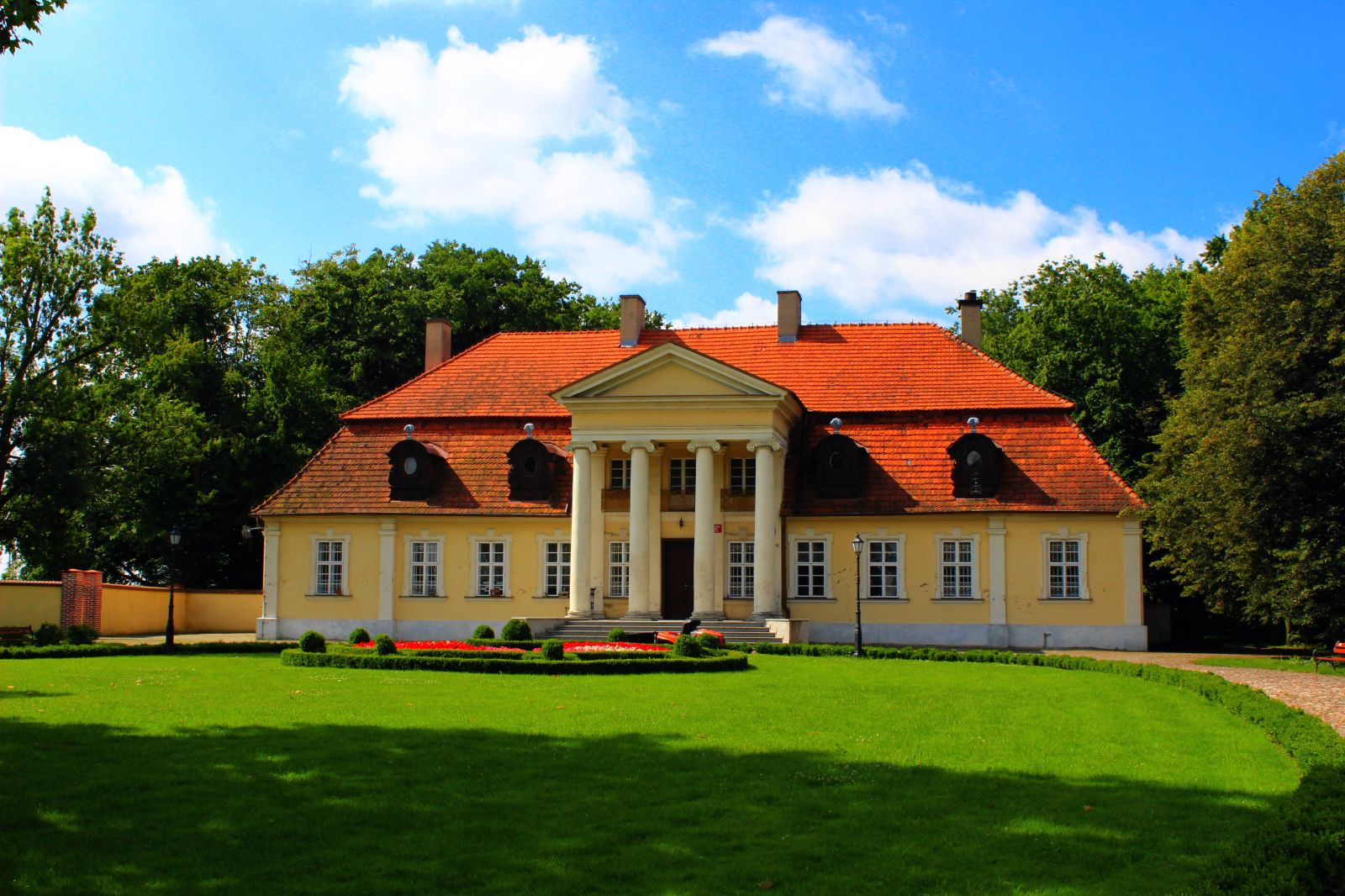
Dwór z XVIII w.
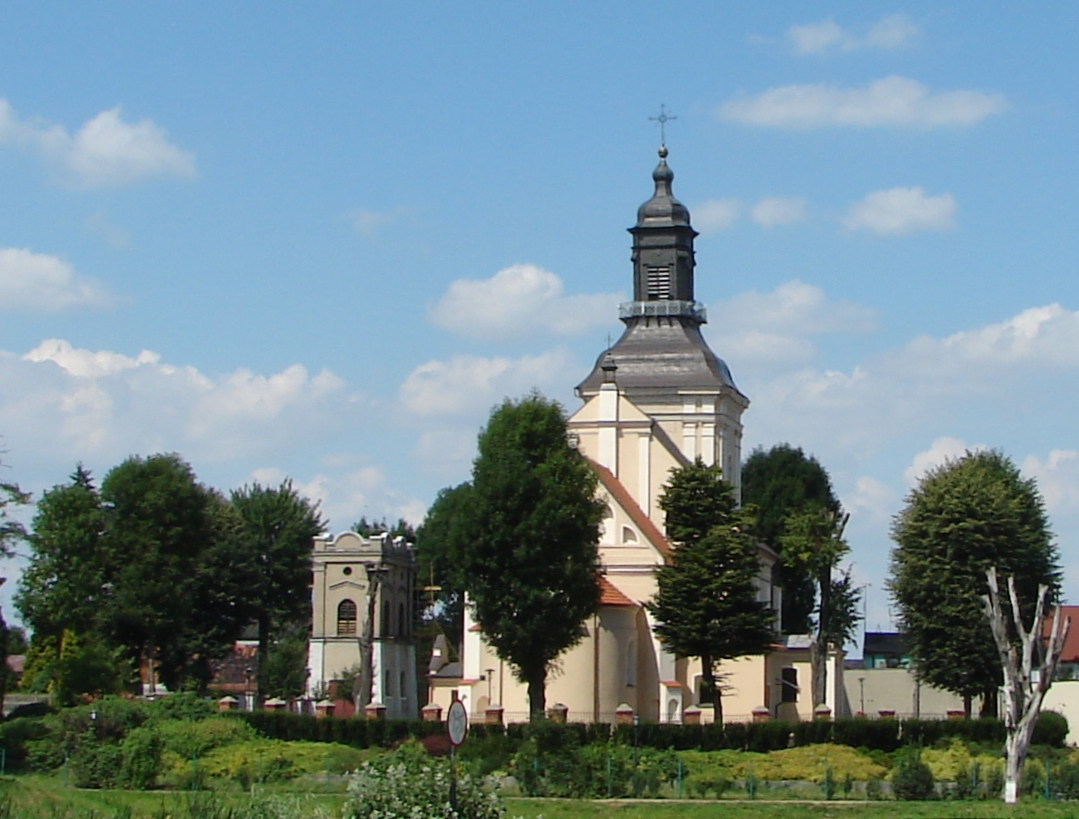
Kościół św. Jana Chrzciciela i św. Jana Ewangelisty